# Charles Huault de Montmagny
Charles Huault de Montmagny (Parigi, 11 marzo 1601 – Cayon, 4 luglio 1657) è stato un funzionario francese, chiamato Onontio dai nativi amerindiani, fu il primo governatore della Nuova Francia dal 1636 al 1648. Era figlio di Charles Huault e Antoinette Du Drac, venne battezzato nella parrocchia di Saint-Paul l'11 marzo 1601.
All'epoca di re Enrico II Jacques Huault era consigliere e segretario del re. Gli Huault avevano possedimenti estesi: erano marchesi di Vaires e di Bussy-Saint-Martin, signori di Bernay, Montmagny e Richebourg.
Educato dai Gesuiti, Charles Huault entrò nell'Ordine di Malta il 3 agosto 1622. Divenne ufficiale della marina francese e combatté nel Mediterraneo contro i Turchi e i pirati Barbareschi. Nel 1632 era uno dei membri della Compagnia della Nuova Francia. Nel 1635 venne nominato governatore del Canada. Fu il primo governatore della Nuova Francia, carica che gli venne confermata per ben tre volte.
Arrivato nella colonia l'11 giugno 1636, era accompagnato dal luogotenente Achille Bréhaut Delisle,dal suo segretario Martial Piraube e da tre ufficiali. Si recò immediatamente nella chiesa dove cantò il Te Deum, e Marc-Antoine Bras-de-Fer de Chateaufort gli consegnò le chiavi di Forte Saint-Louis. Huault non risparmiò ne le sue forze ne il suo coraggio al servizio del re: nel settembre 1636 intraprese un viaggio nella colonia che lo condusse dal Cap Tourmente all'Isola Montmagny, per rendersi conto della situazione dei coloni. Colpito dall'insicurezza dei coloni, si preoccupò di riorganizzare la difesa militare. Ordinò la trasformazione del castello Saint-Louis in una fortezza in pietra presidiato da una guarnigione. Incaricò l'ingegnere Jean Bourdon di fare un disegno della futura città e lui stesso scelse il nome delle prime vie: Saint-Louis, Sainte-Anne e Mont-Carmel. Fece costruire a Trois-Rivières un deposito e una piattaforma fornita di cannoni.
Nel 1634 gli Irochesi, durante l'occupazione inglese di Québec, avevano rotto la pace conclusa nel 1622 da Samuel de Champlain e tornarono a minacciare la colonia, armati di archibugi forniti dagli Olandesi. Nel 1641 gli Irochesi, appoggiati dagli Olandesi, dichiararono guerra alla Francia. In quell'occasione Montmagny tentò un negoziato vanamente. La negoziazione degenerò in una piccola scaramuccia, ma Montagny risultò vincitore. In un momento così buio per la colonia, Montmagny frettolosamente bloccò la via Richelieu e impiegò quaranta soldati per costruire il Forte Richelieu. Nel 1645 a Trois-Rivières concluse la pace con gli indiani Mohawks, dove l'oratore amerindiano Kiotseaeton ebbe un ruolo importante. Il gesuita Padre Jogues e Jean Bourdon si recarono dagli Irochesi senza successo. Gli Irochesi realizzarono il loro progetto di distruzione dell'Uronia nel 1648-49 quando Montmagny non fu più governatore della colonia.
Malgrado la guerra Irochese, il mandato di Montmagny vide importanti risultati come l'arrivo di due comunità religiose, le Orsoline e gli Ospedalieri, e la fondazione di Montréal.
Nel 1648 venne richiamato in Francia e divenne esattore del Priorato di Francia. Quattro anni dopo divenne governatore di Saint Kitts e Nevis (all'epoca chiamata Île Saint-Christophe) dove morì nel 1657.